# Amery
Amery város az USA Wisconsin államában, Polk megyében. Lakosainak száma 2962 fő (2020. április 1.).

## Népesség
A település népességének változása:

| 2010 | 2 902 |
| 2020 | 2 962 |